# Reichsherrschaft Myllendonk
Die Herrschaft Myllendonk war ein Kleinstaat im Heiligen Römischen Reich, der seit dem 14. Jahrhundert bestand und von 1700 bis 1806 reichsunmittelbar war. Vorher war die Herrschaft Myllendonk ein Lehen von Limburg, Kurköln und Geldern. Verwaltungs- und Amtssitz war das Schloss Myllendonk.

## Gebiet von Myllendonk
Zur Herrschaft gehörten die Orte Korschenbroich, Raderbroich, Herzbroich, Herrenshof, Engbrück, Trietenbroich, Neersbroich und Pesch bis 1350 und ab 1707. 1733 umfasste das Gebiet ca. 10 km² und hatte rund 1.600 Einwohner.
Bereits 340 schenkte Kaiserin Helena Güter in Korschenbroich an das Stift St. Geron in Köln, was auf ein sehr frühe Christianisierung hindeutet. Korschenbroich als zentraler Ort von Myllendonk entwickelte sich aus dem Kirsmichhof, zu dessen Hofverband 500 Morgen Land gehörten. Anfang des 12. Jahrhunderts sind mehrere Ritter von Kirsmich bezeugt. Der Herrenhof Kirsmich ging nach Jakob Bremer auf einen römischen Gutshof in Raderbroich zurück und wurde 714 von der fränkischen Adeligen Plektrudis mit dem Patronat der Kirche dem Kölner Stift Maria am Kapitol vermacht. Dieser Kirsmichhof incl. der Rechtsnachfolge fiel dann an Myllendonk.
Myllendonk entwickelte sich aus einer Honschaft innerhalb der Freigrafschaft im ehemaligen Nievenheimer Gau, konnte sich bis zum 14. Jahrhundert dem gräflichen Gericht entziehen und sich selbstständig machen.
Zur Herrschaft Myllendonk gehörten 39 Lehen, davon 13 adelige oder Ritterlehen und 26 Bauernlehen, welche sowohl im Gebiet, als auch außerhalb im Gebiet der Grafschaft Liedberg lagen, u. a. in Willich, Dycker Land, Büttgen etc. Bedeutende Besitzungen auf Myllendonk hatte das Stift St. Quirin in Neuss. Das Patronat mit Zehnt der 1223 erstmals erwähnten Pfarre Korschenbroich ging stückweise von 1300 bis zum 15. Jahrhunderts vom Stift Maria im Kapitol an die Herren von Myllendonk über. Der größte Teil des Zehnten blieb später in den Händen des Landesherrn; es gab auch Zehntländer, welche in einzelnen Teilen an Einheimische verpachtet wurde.

## Herren von Myllendonk
Die Herren von Myllendonk wurden Mitte des 12. Jahrhunderts erstmals erwähnt und gehörten zu den mächtigsten Geschlechtern am Niederrhein. Ihnen gehörten auch die Herrschaft Elsen, zahlreiche Lehen und viele Hofgüter der Abtei Prüm u. a. Jüchen, Waadt etc. 1291 bis 1330 erbte das Geschlecht Reifferscheid die Herrschaft Myllendonk, dann ging diese an das Geschlecht Mirlar-Millendon, danach an die Familie Croy und 1710 an die Grafen von Berlepsch und 1733 an die Grafen von Ostein.
1794 wurde Myllendonk von Frankreich besetzt. Die Grafen von Ostein erhielten für den Verlust die Abtei Buxheim. 1813 kam die Herrschaft, die 1832 an die Freiherren von Wüllenweber vererbt wurde, an Preußen und gehört heute zu Nordrhein-Westfalen.